# Хамасаки, Мао
Мао Хамасаки (яп. 浜崎真緒) — японская порноактриса. Начала карьеру в порно в 2012 году в компании Prestige. В следующем году подписала контракт с компанией Soft On Demand. За 4 года снялась более чем в 300 фильмах для взрослых. В 2016 году была номинирована на престижную премию Adult Broadcasting Awards в номинации «Лучшая женская роль», однако уступила награду Саки Хацуми.

## Биография
Мао Хамасаки родилась 20 октября 1993 года. До начала порнокарьеры она подрабатывала на фабрике и поварихой в японских ресторанах, в рамэночной и домбуричной. В детстве сыграла незначительную роль в кино, но никогда не хотела идти в шоу-бизнес.
Карьеру в порно начала с подписания контракта с агентством Prestige. Её первым партнёром по порносъёмкам стал популярный в то время порноактёр Ханаока Дзитта. Впрочем, с Prestige актриса просотрудничала совсем недолго: по её собственному утверждению, ей не нравилось, как её красят и одевают, она решила сменить имидж и это не понравилось её работодателю, поэтому она подписала контракт с другим крупным агентством — SOD.
По признанию Мао, грудь у неё выросла в 5-м классе начальной школы (10—11 лет). В 15 лет она была уже размера D, что стало причиной её сутуловатости. До начала съёмок в порно имела сексуальные отношения с 5—6 мужчинами.
В свободное время актриса гуляет с друзьями, играет с собакой, занимается йогой.